# IC 542
IC 542 ist eine linsenförmige Galaxie mit ausgedehnten Sternentstehungsgebieten vom Hubble-Typ SB0/a im Sternbild Wasserschlange südlich des Himmelsäquators. Sie ist schätzungsweise 392 Millionen Lichtjahre von der Milchstraße entfernt und hat einen Durchmesser von etwa 140.000 Lj. 
Das Objekt wurde am 22. April 1892 vom französischen Astronomen Stéphane Javelle entdeckt.